# Jacco Eltingh
Jacco Folkert Eltingh (født 29. august 1970 i Heerde, Holland) er en mandlig tennisspiller fra Holland. Han var en af verdens bedste doublespillere i 1990'erne og vandt i løbet af sin karriere seks grand slam-titler – alle i herredouble, heraf fem med Paul Haarhuis og en med Jonas Björkman som makker. Eltingh blev i 1998 kåret som ITF-verdensmester i herredouble sammen med Haarhuis.
Eltingh vandt 44 ATP-turneringer i herredouble, heraf to ATP Tour World Championships og 8 ATP Tour Masters 1000-titler,  Derudover vandt han 4 ATP-singletitler.
Han var nr. 1 på ATP's verdensrangliste i herredouble i 62 uger i perioden 1995-99, hvoraf den længste sammenhængende periode var 44 uger i træk fra 30. marts 1998 til 31. januar 1999. Hans bedste placering på singleranglisten var som nr. 19 den 6. februar 1995.